# Fello Hernández
Alfredo Rafael Hernández García (Ciudad de México; 18 de junio de 1935-17 de enero de 2004), más conocido como Fello Hernández, fue un futbolista mexicano que jugaba de delantero.

## Trayectoria
Inició su carrera profesional en 1955 en el Club León, con el que consiguió el título de Primera División y Campeón de Campeones en su primera temporada (1955-56). Dos años más tarde ganó la Copa México, por lo que pudo con los tres títulos principales de México por primera vez.

## Selección nacional
Jugó un total de seis partidos internacionales, anotando cinco goles. Dos veces fue convocado para la selección de México en la Copa del Mundo, donde jugó una vez en cada uno: en 1958 en el partido inaugural contra Suecia (0-3) y en 1962 en la victoria histórica sobre Checoslovaquia (3-1).

### Participaciones en Copas del Mundo
| Mundial                        | Sede   | Resultado    |
| ------------------------------ | ------ | ------------ |
| Copa Mundial de Fútbol de 1958 | Suecia | Primera fase |
| Copa Mundial de Fútbol de 1962 | Chile  | Primera fase |

## Clubes
| Club                | País   | Año       |
| ------------------- | ------ | --------- |
| León F.C.           | México | 1955-1962 |
| C.F. Monterrey      | México | 1962-1967 |
| Deportivo Cruz Azul | México | 1967-1970 |

## Palmarés

### Títulos nacionales
| Título               | Equipo    | País   | Año     |
| -------------------- | --------- | ------ | ------- |
| Primera División     | León      | México | 1955-56 |
| Campeón de Campeones | León      | México | 1955-56 |
| Copa México          | León      | México | 1957-58 |
| Primera División     | Cruz Azul | México | 1968-69 |
| Campeón de Campeones | Cruz Azul | México | 1968-69 |
| Copa México          | Cruz Azul | México | 1968-69 |

### Títulos internacionales
| Título                           | Equipo    | País   | Año  |
| -------------------------------- | --------- | ------ | ---- |
| Copa de Campeones de la Concacaf | Cruz Azul | México | 1969 |